# Idaea simplex
Idaea simplex là một loài bướm đêm trong họ Geometridae.